# Häggenschwil
Häggenschwil − miejscowość i gmina we wschodniej Szwajcarii, w kantonie St. Gallen, w okręgu St. Gallen.

## Demografia
W Häggenschwil mieszka 1 376 osób. W 2021 roku 9,7% populacji gminy stanowiły osoby urodzone poza Szwajcarią. 

## Transport
Przez teren gminy przebiegają drogi główne nr 450 i nr 471.